# Ernest Chambers
Ernest Henry Chambers (Hackney, 7 aprile 1907 – Worthing, 29 gennaio 1985) è stato un pistard britannico.
Anche il fratello Stan Chambers è stato un pistard e ha gareggiato alle Olimpiadi 1932 con lui nel tandem.

## Palmarès
- Giochi olimpici

Amsterdam 1928: argento nel tandem.
Los Angeles 1932: argento nel tandem.